# 2013年のMLBドラフト
2013年のMLBドラフト（2013 First-Year Player Draft）とは、2013年6月6日から8日まで行われたMLBのアマチュアドラフトである。
4巡目全体111位でクリーブランド・インディアンスから指名されて入団したカイル・クロケットは、2014年5月16日にこのドラフトで指名された全選手の中で最初にMLBの試合に出場した。

## 1巡目指名
|  | = オールスター |  |            |  |
|  | = MLB未出場    |  | = 契約せず |  |

| 順位 | 選手                     | チーム                         | 守備位置 | 学校                                       |
| ---- | ------------------------ | ------------------------------ | -------- | ------------------------------------------ |
| 1    | マーク・アペル           | ヒューストン・アストロズ       | 投手     | スタンフォード大学 (CA)                    |
| 2    | クリス・ブライアント     | シカゴ・カブス                 | 三塁手   | サンディエゴ大学 (CA)                      |
| 3    | ジョン・グレイ           | コロラド・ロッキーズ           | 投手     | オクラホマ大学                             |
| 4    | コール・スチュワート     | ミネソタ・ツインズ             | 投手     | セントピウス・X高校 (TX)                   |
| 5    | クリント・フレイジャー   | クリーブランド・インディアンス | 三塁手   | ローガンビル高校 (GA)                      |
| 6    | コリン・モラン           | マイアミ・マーリンズ           | 三塁手   | ノースカロライナ大学チャペルヒル校         |
| 7    | トレイ・ボール           | ボストン・レッドソックス       | 投手     | ニューキャッスル・クライスラー高校 (IN)    |
| 8    | ハンター・ドージャー     | カンザスシティ・ロイヤルズ     | 遊撃手   | スティーブン・F・オースティン州立大学 (TX) |
| 9    | オースティン・メドウズ   | ピッツバーグ・パイレーツ       | 外野手   | グレイソン高校 (GA)                        |
| 10   | フィル・ビックフォード   | トロント・ブルージェイズ       | 投手     | オークス・クリスチャン高等学校 (CA)        |
| 11   | ドミニク・スミス         | ニューヨーク・メッツ           | 一塁手   | フニペロ・セーラ高校 (CA)                  |
| 12   | D.J.ピーターソン         | シアトル・マリナーズ           | 三塁手   | ニューメキシコ大学                         |
| 13   | ハンター・レンフロー     | サンディエゴ・パドレス         | 外野手   | ミシシッピ州立大学                         |
| 14   | リース・マクガイア       | ピッツバーグ・パイレーツ       | 捕手     | ケントウッド高校 (WA)                      |
| 15   | ブレイデン・シップリー   | アリゾナ・ダイヤモンドバックス | 投手     | ネバダ大学リノ校                           |
| 16   | J.P.クロフォード         | フィラデルフィア・フィリーズ   | 遊撃手   | レイクウッド高校 (CA)                      |
| 17   | ティム・アンダーソン     | シカゴ・ホワイトソックス       | 遊撃手   | イーストセントラル・コミュニティ大学 (MS)  |
| 18   | クリス・アンダーソン     | ロサンゼルス・ドジャース       | 投手     | ジャクソンビル大学 (FL)                    |
| 19   | マルコ・ゴンザレス       | セントルイス・カージナルス     | 投手     | ゴンザガ大学 (WA)                          |
| 20   | ジョナソン・クロフォード | デトロイト・タイガース         | 投手     | フロリダ大学                               |
| 21   | ニック・シューフォ       | タンパベイ・レイズ             | 捕手     | レキシントン高校 (SC)                      |
| 22   | ハンター・ハービー       | ボルチモア・オリオールズ       | 投手     | バンディス高等学校 (NC)                    |
| 23   | アレックス・ゴンザレス   | テキサス・レンジャーズ         | 投手     | オーラル・ロバーツ大学 (OK)                |
| 24   | ビリー・マッキニー       | オークランド・アスレチックス   | 外野手   | プレイノ・ウェスト高等学校 (TX)            |
| 25   | クリスチャン・アローヨ   | サンフランシスコ・ジャイアンツ | 遊撃手   | エルナンド高校 (FL)                        |
| 26   | エリック・ジャジーロ     | ニューヨーク・ヤンキース       | 三塁手   | ノートルダム大学 (IN)                      |
| 27   | フィリップ・アービン     | シンシナティ・レッズ           | 外野手   | サムフォード大学 (AL)                      |

## 1巡目補足指名
| 順位 | 選手                   | チーム                         | 守備位置 | 学校                                      |
| ---- | ---------------------- | ------------------------------ | -------- | ----------------------------------------- |
| 28   | ロブ・カミンスキー     | セントルイス・カージナルス     | 投手     | セントジョセフ・リージョナル高等学校 (NJ) |
| 29   | ライン・スタネック     | タンパベイ・レイズ             | 投手     | アーカンソー大学                          |
| 30   | トラビス・デメリット   | テキサス・レンジャーズ         | 三塁手   | ワインダー・バロウ高等学校 (GA)           |
| 31   | ジェイソン・ハーシュ   | アトランタ・ブレーブス         | 投手     | オクラホマ州立大学                        |
| 32   | アーロン・ジャッジ     | ニューヨーク・ヤンキース       | 外野手   | カリフォルニア州立大学フレズノ校          |
| 33   | イアン・クラーキン     | ニューヨーク・ヤンキース       | 投手     | ジェームズ・マディソン高校 (CA)           |
| 34   | ショーン・マネイア     | カンザスシティ・ロイヤルズ     | 投手     | インディアナ州立大学                      |
| 35   | マット・クルック       | マイアミ・マーリンズ           | 投手     | セント・イグナティウス高等学校            |
| 36   | アーロン・ブレアー     | アリゾナ・ダイヤモンドバックス | 投手     | マーシャル大学 (WV)                       |
| 37   | ジョシュ・ハート       | ボルチモア・オリオールズ       | 外野手   | パークビュー高校 (GA)                     |
| 38   | マイケル・ローレンゼン | シンシナティ・レッズ           | 投手     | カリフォルニア州立大学フラトン校          |
| 39   | コーリー・クネイブル   | デトロイト・タイガース         | 投手     | テキサス大学オースティン校                |

## その他注目選手
| 巡 目 | 順 位 | 選 手                            | チ ｜ ム                                   | 守 備 位 置 | 学 校                                                 |
| ----- | ----- | -------------------------------- | ------------------------------------------ | ----------- | ----------------------------------------------------- |
| 2     | 41    | ロブ・ザストリズニー             | ヒューストン・アストロズ                   | 投手        | ミズーリ大学コロンビア校                              |
| 2     | 42    | ライアン・マクマホン             | コロラド・ロッキーズ                       | 三塁手      | マター・デイ高等学校 (CA)                             |
| 2     | 44    | トレバー・ウィリアムズ           | マイアミ・マーリンズ                       | 投手        | アリゾナ州立大学                                      |
| 2     | 46    | コディ・リード                   | カンザスシティ・ロイヤルズ                 | 投手        | ノースウェスト・ミシシッピ・コミュニティカレッジ      |
| 2     | 54    | デビン・ウィリアムズ             | ミルウォーキー・ブルワーズ                 | 投手        | ヘイゼルウッド西高等学校 (MO)                         |
| 2     | 53    | アンドリュー・ナップ             | フィラデルフィア・フィリーズ               | 捕手        | カリフォルニア大学バークレー校                        |
| 2     | 51    | ブレイク・テイラー               | ピッツバーグ・パイレーツ                   | 投手        | デイナ・ヒルズ高校 (CA)                               |
| 2     | 57    | オスカル・メルカド               | セントルイス・カージナルス                 | 外野手      | ゲイザー高校 (FL)                                     |
| 2     | 61    | チャンス・シスコ                 | ボルチモア・オリオールズ                   | 捕手        | サンティアゴ高校 (CA)                                 |
| 2     | 65    | ビクター・カラティーニ           | アトランタ・ブレーブス                     | 捕手        | マイアミ・デイド大学 (FL)                             |
| 2     | 66    | 加藤豪将                         | ニューヨーク・ヤンキース                   | 二塁手      | ランチョ・バーナード高等学校 (CA)                     |
| 2     | 71    | チャド・ピンダー                 | オークランド・アスレチックス               | 三塁手      | バージニア工科大学                                    |
| 3     | 77    | サム・モール                     | コロラド・ロッキーズ                       | 投手        | メンフィス大学 (TN)                                   |
| 3     | 85    | タイラー・オニール               | シアトル・マリナーズ                       | 外野手      | ガリバルディ・セカンダリースクール (カナダ)           |
| 3     | 87    | ジャコビー・ジョーンズ           | ピッツバーグ・パイレーツ                   | 外野手      | ルイジアナ州立大学                                    |
| 3     | 92    | ブランドン・ディクソン           | ロサンゼルス・ドジャース                   | 投手        | アリゾナ大学                                          |
| 3     | 93    | マイク・メイヤーズ               | セントルイス・カージナルス                 | 投手        | ミシシッピ大学                                        |
| 3     | 95    | キーナン・ミドルトン             | ロサンゼルス・エンゼルス・オブ・アナハイム | 投手        | レーン・コミュニティ・カレッジ (OR)                   |
| 4     | 111   | カイル・クロケット               | クリーブランド・インディアンス             | 投手        | バージニア大学                                        |
| 4     | 124   | コディ・ベリンジャー             | ロサンゼルス・ドジャース                   | 一塁手      | ハミルトン高等学校 (AZ)                               |
| 4     | 129   | ジョナ・ハイム                   | ボルチモア・オリオールズ                   | 捕手        | アムハースト中央高等学校 (NY)                         |
| 4     | 130   | アイザイア・カイナー＝ファレファ | テキサス・レンジャーズ                     | 遊撃手      | ミッドパシフィック・インスティチュート高等学校 (HI)   |
| 4     | 131   | ディラン・コービー               | オークランド・アスレチックス               | 投手        | サンディエゴ大学 (CA)                                 |
| 4     | 134   | タイラー・ウェイド               | ニューヨーク・ヤンキース                   | 遊撃手      | マリエータバレー高校 (CA)                             |
| 4     | 135   | ベン・ライブリー                 | シンシナティ・レッズ                       | 投手        | セントラルフロリダ大学                                |
| 5     | 137   | トニー・ケンプ                   | ヒューストン・アストロズ                   | 二塁手      | ヴァンダービルト大学 (TN)                             |
| 5     | 142   | チャド・ウォーラック             | マイアミ・マーリンズ                       | 捕手        | カリフォルニア州立大学フラトン校                      |
| 5     | 148   | ジョシュ・ヴァンミター           | サンディエゴ・パドレス                     | 二塁手      | ノーウェル高校 (IN)                                   |
| 5     | 156   | バック・ファーマー               | デトロイト・タイガース                     | 投手        | ジョージア工科大学                                    |
| 5     | 166   | オースティン・ボス               | ワシントン・ナショナルズ                   | 投手        | ワシントン大学                                        |
| 6     | 175   | マシュー・ボイド                 | トロント・ブルージェイズ                   | 投手        | オレゴン州立大学                                      |
| 6     | 178   | トレバー・ゴット                 | サンディエゴ・パドレス                     | 投手        | ケンタッキー大学                                      |
| 6     | 179   | アダム・フレイジャー             | ピッツバーグ・パイレーツ                   | 遊撃手      | ミシシッピ州立大学                                    |
| 6     | 182   | ギャレット・クーパー             | ミルウォーキー・ブルワーズ                 | 一塁手      | オーバーン大学 (AL)                                   |
| 6     | 191   | カイル・フィネガン               | オークランド・アスレチックス               | 投手        | テキサス州立大学サンマルコス校                        |
| 7     | 207   | タイラー・オルソン               | シアトル・マリナーズ                       | 投手        | ゴンザガ大学 (WA)                                     |
| 7     | 208   | ジェイク・バウアーズ             | サンディエゴ・パドレス                     | 一塁手      | マリーナ高校 (CA)                                     |
| 7     | 225   | タイラー・マーリー               | シンシナティ・レッズ                       | 投手        | ウェストミンスター高校 (CA)                           |
| 8     | 235   | ケンドール・グレーブマン         | トロント・ブルージェイズ                   | 投手        | ミシシッピ州立大学                                    |
| 8     | 240   | ブラッド・ケラー                 | アリゾナ・ダイヤモンドバックス             | 投手        | フラワリーブランチ高等学校 (GA)                       |
| 8     | 244   | カイル・ファーマー               | ロサンゼルス・ドジャース                   | 捕手        | ジョージア大学                                        |
| 8     | 249   | トレイ・マンシーニ               | ボルチモア・オリオールズ                   | 投手        | ノートルダム大学 (IN)                                 |
| 9     | 259   | パット・バライカ                 | コロラド・ロッキーズ                       | 投手        | カリフォルニア大学ロサンゼルス校                      |
| 9     | 260   | ミッチ・ガーバー                 | ミネソタ・ツインズ                         | 捕手        | ニューメキシコ大学                                    |
| 9     | 268   | アダム・シンバー                 | サンディエゴ・パドレス                     | 投手        | サンフランシスコ大学 (CA)                             |
| 9     | 269   | チャド・クール                   | ピッツバーグ・パイレーツ                   | 投手        | デラウェア大学                                        |
| 9     | 278   | オースティン・プルイット         | タンパベイ・レイズ                         | 投手        | ヒューストン大学 (TX)                                 |
| 10    | 288   | ザック・ゴドリー                 | シカゴ・カブス                             | 投手        | テネシー大学                                          |
| 10    | 289   | マイク・トークマン               | コロラド・ロッキーズ                       | 外野手      | ブラッドリー大学 (IL)                                 |
| 10    | 296   | ルイス・ギヨーム                 | ニューヨーク・メッツ                       | 遊撃手      | コーラルスプリングス・チャーター・スクール (FL)       |
| 10    | 297   | エミリオ・パガン                 | シアトル・マリナーズ                       | 投手        | ベルモント・アビー・カレッジ (NC)                     |
| 10    | 309   | オースティン・ウィンズ           | ボルチモア・オリオールズ                   | 捕手        | カリフォルニア州立大学フレズノ校                      |
| 11    | 327   | ザック・リッテル                 | シアトル・マリナーズ                       | 投手        | イースタン・アラマンス高等学校 (NC)                   |
| 11    | 336   | チャド・グリーン                 | デトロイト・タイガース                     | 投手        | ルイビル大学 (KY)                                     |
| 11    | 339   | スティーブン・ブロート           | ボルチモア・オリオールズ                   | 投手        | レジス大学 (CO)                                       |
| 11    | 341   | ルー・トリビーノ                 | オークランド・アスレチックス               | 投手        | スリッパリーロック大学 (PA)                           |
| 12    | 355   | ティム・メイザ                   | トロント・ブルージェイズ                   | 投手        | ミラーズビル大学ペンシルベニア校 (PA)                 |
| 12    | 356   | ジェフ・マクニール               | ニューヨーク・メッツ                       | 二塁手      | カリフォルニア州立大学ロングビーチ校                  |
| 12    | 357   | ジャスティン・シーガー           | シアトル・マリナーズ                       | 一塁手      | ノースカロライナ大学シャーロット校                    |
| 12    | 361   | グリフィン・ジャックス           | フィラデルフィア・フィリーズ               | 投手        | 空軍士官学校 (CO)                                     |
| 13    | 382   | JT・リドル                       | マイアミ・マーリンズ                       | 遊撃手      | ケンタッキー大学                                      |
| 14    | 429   | マイク・ヤストレムスキー         | ボルチモア・オリオールズ                   | 外野手      | ヴァンダービルト大学 (TN)                             |
| 14    | 434   | ケイレブ・スミス                 | ニューヨーク・ヤンキース                   | 投手        | サム・ヒューストン州立大学 (TX)                       |
| 15    | 445   | ジョナサン・デービス             | トロント・ブルージェイズ                   | 外野手      | アーカンソー中央大学                                  |
| 16    | 472   | タイラー・キンリー               | マイアミ・マーリンズ                       | 投手        | バリー大学 (FL)                                       |
| 16    | 475   | ダニー・ジャンセン               | トロント・ブルージェイズ                   | 捕手        | アップルトン西高等学校 (WI)                           |
| 17    | 505   | エリック・ラウアー               | トロント・ブルージェイズ                   | 投手        | ケント州立大学 (OH)                                   |
| 17    | 507   | ポール・フライ                   | シアトル・マリナーズ                       | 投手        | セントクレア・カウンティ・コミュニティ・カレッジ (MI) |
| 17    | 509   | ジャスティン・トーパ             | ピッツバーグ・パイレーツ                   | 投手        | ロングアイランド大学ブルックリン校 (NY)               |
| 17    | 518   | ウィリー・カルフーン             | タンパベイ・レイズ                         | 外野手      | アリゾナ大学                                          |
| 18    | 534   | フランク・シュウィンデル         | カンザスシティ・ロイヤルズ                 | 一塁手      | セント・ジョンズ大学 (NY)                             |
| 19    | 563   | ゲイブ・スパイアー               | ボストン・レッドソックス                   | 投手        | ドス・プエブロス高等学校 (CA)                         |
| 19    | 573   | アダム・エンゲル                 | シカゴ・ホワイトソックス                   | 外野手      | ルイビル大学 (KY)                                     |
| 20    | 602   | ライアン・ヤーブロー             | ミルウォーキー・ブルワーズ                 | 投手        | オールド・ドミニオン大学 (VA)                         |
| 22    | 651   | ベン・ヘラー                     | クリーブランド・インディアンス             | 投手        | オリベット・ナザレーン大学 (IL)                       |
| 22    | 661   | マーク・ライター・ジュニア       | フィラデルフィア・フィリーズ               | 投手        | ニュージャージー工科大学                              |
| 22    | 665   | ルーク・ボイト                   | セントルイス・カージナルス                 | 捕手        | ミズーリ州立大学                                      |
| 23    | 696   | タイラー・アレクサンダー         | デトロイト・タイガース                     | 投手        | テキサスクリスチャン大学                              |
| 25    | 741   | コール・サルサー                 | クリーブランド・インディアンス             | 投手        | ダートマス大学 (NH)                                   |
| 25    | 757   | アラン・ブセニッツ               | ロサンゼルス・エンゼルス・オブ・アナハイム | 投手        | ケネソー州立大学 (GA)                                 |
| 26    | 773   | マウリシオ・デュボーン           | ボストン・レッドソックス                   | 遊撃手      | ザ・キャピタル・クリスチャン高等学校 (CA)             |
| 26    | 794   | カル・クアントリル               | ニューヨーク・ヤンキース                   | 投手        | スタンフォード大学 (CA)                               |
| 26    | 795   | イーライ・ホワイト               | シンシナティ・レッズ                       | 遊撃手      | クレムソン大学 (SC)                                   |
| 26    | 796   | ギャレット・ハンプソン           | ワシントン・ナショナルズ                   | 遊撃手      | カリフォルニア州立大学ロングビーチ校                  |
| 27    | 816   | ジョー・マンティプリー           | デトロイト・タイガース                     | 投手        | バージニア工科大学                                    |
| 29    | 870   | マット・フォスター               | アリゾナ・ダイヤモンドバックス             | 投手        | アラバマ大学                                          |
| 30    | 895   | ロウディ・テレス                 | トロント・ブルージェイズ                   | 投手        | エルクグローブ高校 (CA)                               |
| 36    | 1094  | ネスター・コーテズ               | ニューヨーク・ヤンキース                   | 投手        | ハイアリア高等学校 (FL)                               |